# Synagoge Mülheim (Mülheim-Kärlich)

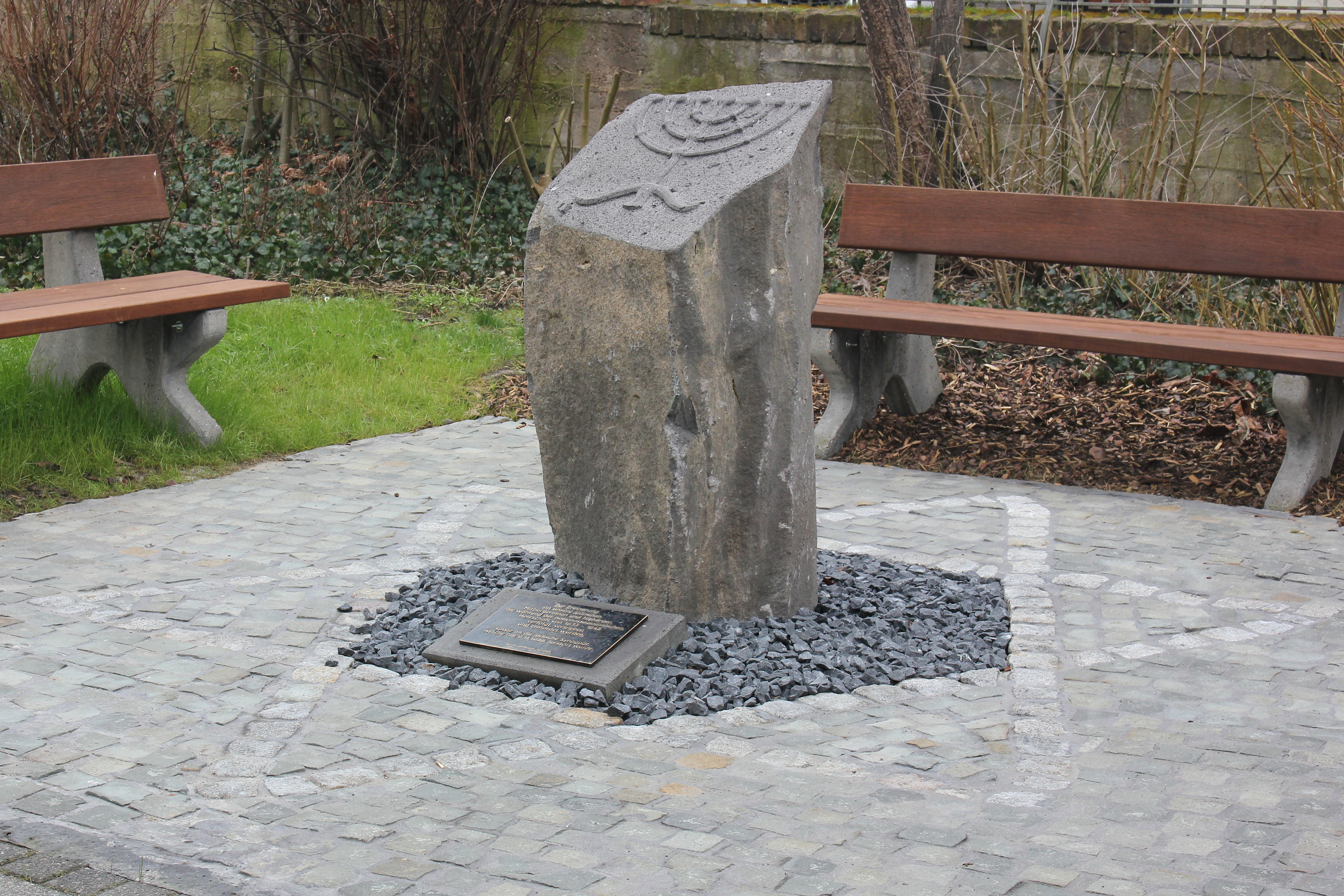
Gedenkstätte zur Erinnerung an die Mülheim-Kärlicher Juden und ihre zerstörte Synagoge

Die ehemalige Synagoge Mülheim im gleichnamigen Ortsteil von Mülheim-Kärlich im rheinland-pfälzischen Landkreis Mayen-Koblenz wurde 1925 errichtet und bereits 13 Jahre später, während der Novemberpogrome 1938, zerstört. Sie stand etwa 30 Meter von der Bassenheimer Straße entfernt an einem Fußpfad.

## Jüdische Gemeinde und Synagoge in Mülheim

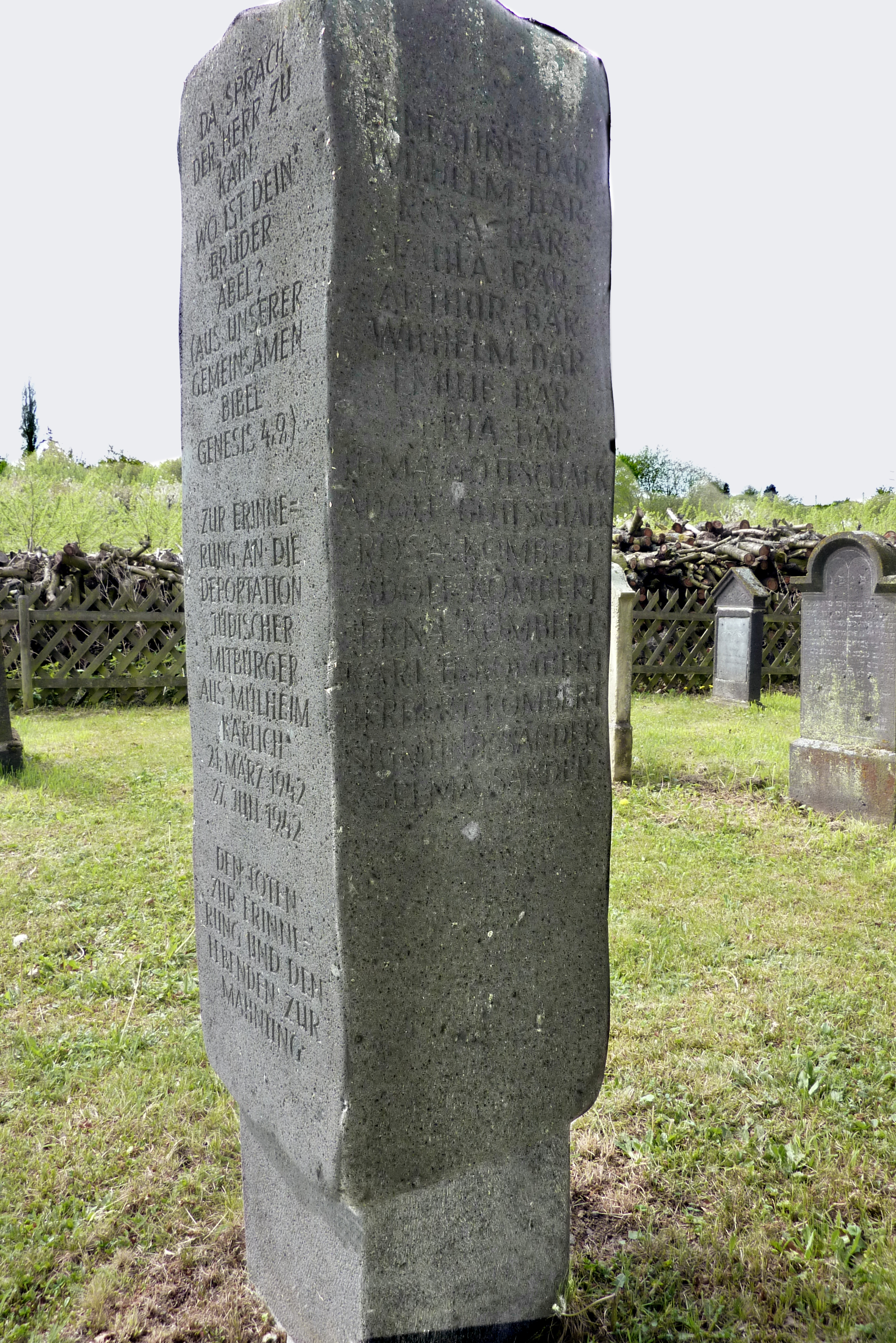
Gedenkstein auf dem jüdischen Friedhof in Mülheim

Die jüdische Gemeinde Mülheim-Kettig-Kärlich entstand im 18. Jahrhundert. 1784 gab es vier jüdische Haushalte im Dorf. Im 19. Jahrhundert – von 1808 bis 1895 – stieg die Zahl der Juden in Mülheim von 13 auf 58 an. Im Jahr 1846 richtete die jüdische Gemeinde einen Betsaal im Obergeschoss des damaligen Hauses Bassenheimer Straße 26 ein. Da der Saal nach dem Ersten Weltkrieg nicht mehr genügend Platz für alle Gottesdienstbesucher bot, verkaufte die Gemeinde 1925 das Haus und erbaute auf dem rückwärtigen, abseits der Straße gelegenen Teil des Grundstücks eine kleine Synagoge. Deren Einweihung wurde am 16. Oktober 1925 gefeiert. Fotos von der Mülheimer Synagoges, die nur für wenige Jahre Bestand hatte, existieren nicht. Einzelheiten über ihre Architektur und Innenausstattung sind nur mündlich überliefert. Danach war das Gebäude aus Bimssteinen errichtet worden, nahm eine Fläche von etwa 6 mal 7 Metern ein und wurde von einer Kuppel mit einem Davidstern überwölbt. Im Inneren hing eine Gedenktafel für einen jüdischen Soldaten aus Mülheim, der im Ersten Weltkrieg gefallen war.
Während des Novemberpogroms 1938 schändeten ortsansässige Nationalsozialisten die Mülheimer Synagoge, zerstörten die Inneneinrichtung, raubten das Gebäude aus und brannten es nieder. Anschließend trugen sie den Davidstern, der das Gotteshaus geziert hatte, liturgische Gewänder, Sakralgegenstände und die Torarollen durchs Dorf und machten sich darüber lustig. Hatten allein in Mülheim im Jahr 1933 noch rund 60 Juden gelebt, so waren es Anfang 1942 noch 41 in Mülheim, Kärlich und in der dazugehörigen Gemeinde Urmitz-Bahnhof. Sie wurden im Zuge von zwei Deportationswellen im März und Juli 1942 in das als Durchgangslager dienende Ghetto Izbica in Polen verschleppt und anschließend in den Vernichtungslagern Belzec und Sobibor ermordet.
Die Überreste der Mülheimer Synagoge wurden später abgerissen. Ihr Standort wurde in der Nachkriegszeit als Garten genutzt und vor einigen Jahren mit Wohnhäusern überbaut. Außer der Synagoge unterhielt die Mülheimer Gemeinde auch eine jüdische Religionsschule und einen eigenen Friedhof am südlichen Ortsrand.
An die jüdischen Bürger und an die Synagoge erinnert seit dem 9. November 2022 ein Gedenkstein, der auf Anregung von Privatpersonen entstand. Das Denkmal mit der als Relief in die Oberseite eines Basaltblocks eingearbeiteten Menora, dem siebenarmigen Leuchter, ist ein Werk des Bildhauers Hans Loosen aus Mendig. In dem Pflaster des kleinen Platzes, auf dem der Stein uweit des Standorts der ehemaligen Synagoge steht, ist der Davidsstern gestaltet.

## Jüdischer Betraum in Kärlich

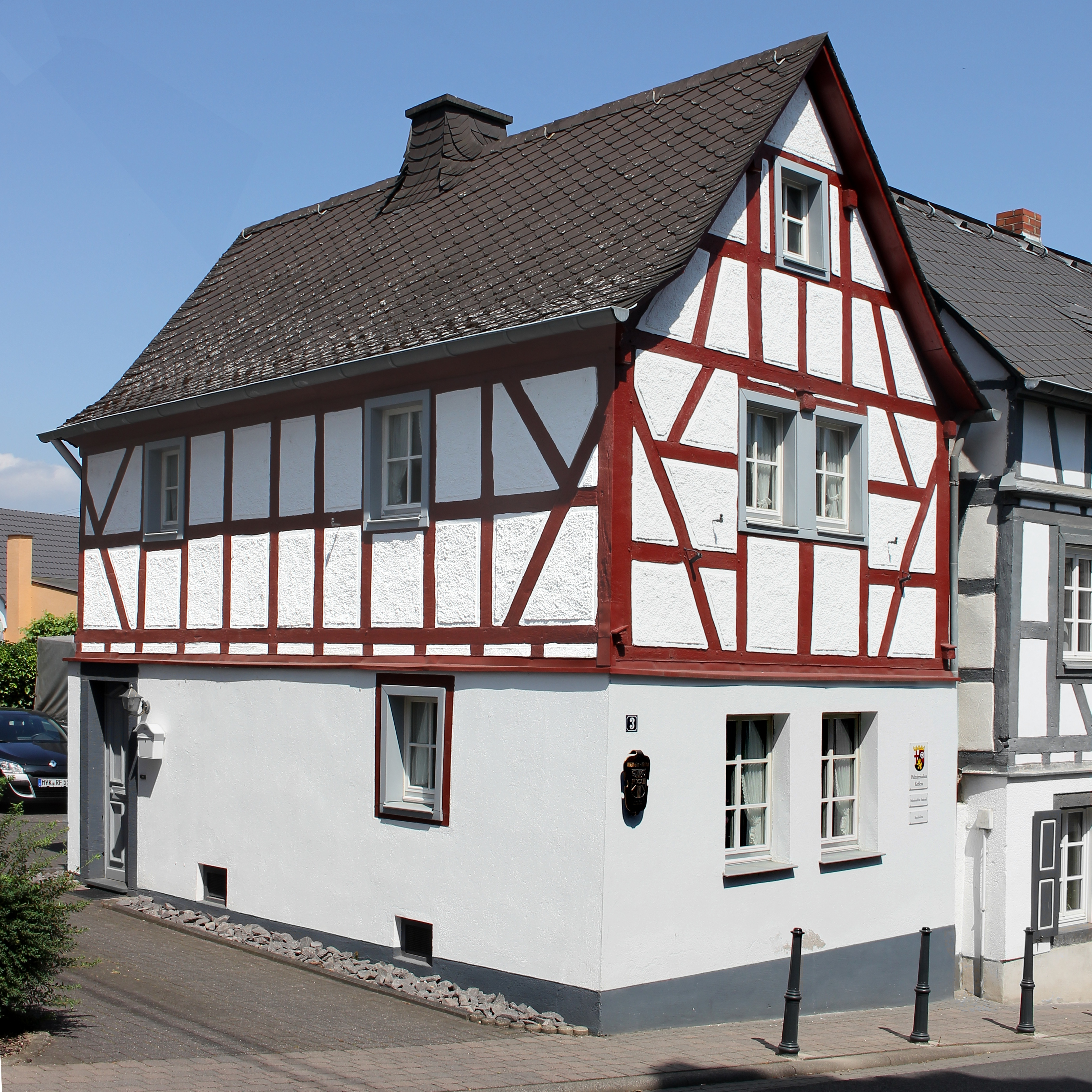
Ehemals jüdisches Wohnhaus in Mülheim-Kärlich, Burgstraße 3

Die jüdischen Familien in der Nachbargemeinde Kärlich verfügten bereits seit 1808 über einen eigenen Betraum. Er befand sich über einem Schuppen hinter einem kleinen Wohnhaus in der Burgstraße 3. Bei dem Pogrom von 1938 blieb das Gebäude bis auf eingeworfene Fensterscheiben weitgehend unbeschädigt. Das Nebengebäude, in dem der Betraum eingerichtet war, wurde in den 1970er-Jahren (?) abgerissen, das kleine, ehemals jüdische Wohnhaus hingegen restauriert. Seit 1983 steht es unter Denkmalschutz. Nachdem es etliche Jahre in Privatbesitz war, gehört es heute der Stadt Mülheim-Kärlich.

## Gedenken
Seit 1987 hat die Gemeindeverwaltung von Mülheim-Kärlich die vertriebenen Juden mehrmals in ihre ehemalige Heimat eingeladen, um ein Zeichen des Bedauerns zu setzen und sich der Verantwortung zu stellen, die auch den Nachgeborenen aus den Verbrechen der NS-Zeit erwächst.
Auf dem Jüdischen Friedhof am Lohrweg, der bis heute besteht, wurde ein Gedenkstein für die deportierten Mülheimer Juden errichtet.
Seit November 2022 steht in der Bassenheimer Straße nahe dem Standort der einstigen Synagoge inmitten eines gepflasterten Davidssterns ein Gedenkstein; in einer Feierstunde am 9. November wurde er eingeweiht. Der Stein mit der Menora, dem siebenarmigen Leuchter, als Bildmotiv entstand auf Anregung eines Mülheim-Kärlicher Bürgers und einer Bürgerin; gestaltet wurde er von dem Bildhauer Hans Loosen aus Mendig.